# HD 40307
HD 40307 ist ein 41,8 Lichtjahre entfernter Hauptreihenstern der Spektralklasse K 3 im Sternbild Maler. Insgesamt konnten bisher sechs Planeten nachgewiesen werden, die HD 40307 umkreisen. Der Stern hat keinen Eigennamen, daher wird seine Katalognummer im Henry-Draper-Katalog als Bezeichnung verwendet.

## Physikalische Eigenschaften
HD 40307 ist sowohl etwas kleiner als auch leuchtschwächer als die Sonne. Beide Sterne sind Zwergsterne, mit K3 gehört HD 40307 aber einer späteren Spektralklasse an als die Sonne mit G2. Dieser Unterschied kommt durch die gegenüber der Sonne etwas kühlere Oberflächentemperatur von knapp 5000 K.
Wie die Sonne ist HD 40307 ein Hauptreihenstern der Leuchtkraftklasse V. Folglich befinden sie sich in der stabilen Phase des Wasserstoffbrennens. Die Abweichungen der physikalischen Parameter zwischen HD 40307 und der Sonne sind im Wesentlichen durch die unterschiedlichen Sternmassen bedingt. Das spiegelt sich auch in der Lage der Sterne zueinander auf der Hauptreihe wider. Die Masse von HD 40307 beträgt etwa 0,77 Sonnenmassen. Daher wird der Stern etwa 15 bis 20 Milliarden Jahre, und somit einige Milliarden Jahre länger als die Sonne (11,4 Mrd. Jahre), in der Hauptreihe verweilen.
Am Ende seines Lebens wird HD 40307 seinen Vorrat an Wasserstoff verbrauchen, den Zustand eines Roten Riesen erreichen, der seine Planeten verschlingen wird, und schließlich als Weißer Zwerg enden.

## Planetensystem
HD 40307 wird von mindestens sechs Planeten umkreist, welche die vorläufigen Bezeichnungen HD 40307 b, HD 40307 c, HD 40307 d, HD 40307 e, HD 40307 f und HD 40307 g bekommen haben. Es handelt sich dabei bei allen um sogenannte Super-Erden, die kleinste von ihnen ist etwa viermal so schwer wie die Erde. Wie die Planeten genau beschaffen sind, ist noch unklar. Ihre Masse wird mit der 4,2-fachen, 6,7-fachen und 9,4-fachen Masse der Erde angegeben. Mit 4,3, 9,6, 20,4, 34,6 und 51,6 Tagen umkreisen die inneren fünf Begleiter ihren Stern wesentlich schneller als der sonnennächste Planet Merkur.
Die Entdeckung der ersten drei Exoplaneten gelang mit dem Spektrographen HARPS am chilenischen La-Silla-Observatorium der Europäischen Organisation für astronomische Forschung in der südlichen Hemisphäre (ESO).
Dank einer genaueren Messung mit einer neuen Methode, mit der natürliche Leuchtschwankungen des Sterns von den Signalen seiner möglichen Trabanten trennen, traten drei weitere Planeten zutage. Der äußerste davon, HD 40307 g, hat etwa die siebenfache Masse der Erde und kreist innerhalb der habitablen Zone um seinen Stern. Aus diesem Grund ist dort möglicherweise Wasser und eine Atmosphäre vorhanden.
| Planet (nach der Entfernung vom Zentralgestirn) | Entdeckt | Masse (in MJ) | Umlaufzeit (in Tagen) | Große Halbachse (in AE) |
| ----------------------------------------------- | -------- | ------------- | --------------------- | ----------------------- |
| HD 40307 b                                      | 2008     | 0,0120        | 4,31                  | 0,047                   |
| HD 40307 c                                      | 2008     | 0,0202        | 9,62                  | 0,081                   |
| HD 40307 d                                      | 2008     | 0,0275        | 20,42                 | 0,134                   |
| HD 40307 e                                      | 2012     | 0,0110        | 34,62                 | 0,189                   |
| HD 40307 f                                      | 2012     | 0,0114        | 51,56                 | 0,249                   |
| HD 40307 g                                      | 2012     | 0,0223        | 197,8                 | 0,60                    |